# Springfield Falcons
Springfield Falcons – amerykański klub hokeja na lodzie z siedzibą w Springfield grający w American Hockey League w dywizji Atlantyku, konferencji wschodniej. Klub został rozwiązany.

## Historia
Drużyna podlega zespołowi Columbus Blue Jackets oraz ma własną filię w ECHL, Evansville IceMen. W przeszłości podlegała Tampa Bay Lightning, Edmonton Oilers i miała filię Johnstown Chiefs w ECHL.

## Osiągnięcia
- F.G. „Teddy” Oke Trophy – mistrzostwo dywizji: 1996, 1998, 2013